# Jakub Mareczko
Jakub Mareczko (Jarosław, 30 april 1994) is een Pools-Italiaans wielrenner die in 2025 rijdt voor Mazowsze Serce Polski. In 2014 tekende hij zijn eerste profcontract, dat hem voor twee seizoenen aan Wilier Triestina-Selle Italia bond. Een jaar later verlengde hij zijn contract met een jaar, wat hij in 2017 herhaalde. In 2019 maakte hij de overstap naar het Poolse CCC, waar hij twee seizoenen zou blijven alvorens terug te keren bij zijn oude ploeg. Na één seizoen op het oude nest maakte hij de overstap naar Alpecin-Fenix, waar hij in twee jaar tijd vijf overwinningen zou behalen.
Mareczko is geboren in Polen maar verhuisde met zijn familie naar Brescia toen hij vierenhalf jaar oud was. Met achttien etappezeges in de Ronde van het Taihu-meer is hij recordhouder wat betreft etappezeges in die koers. Tot 2016 deelde hij dit record met Alois Kaňkovský, maar na zijn zeges in de editie van dat jaar nam hij het record alleen in handen. Door zijn eindzege in 2017 werd hij ook de eerste renner die de wedstrijd tweemaal op zijn naam wist te schrijven.

## Carrière

### Jeugd
In 2012 nam Mareczko deel aan de Europese kampioenschappen baanwielrennen voor junioren, waar hij aan vier onderdelen deelnam. In zijn eerste onderdeel, de teamsprint, werd hij, samen met Michael Dell'Onte en Riccardo Minali, zesde. Een dag later werd Mareczko elfde in de kilometertijdrit, waar hij ruim twee seconden langzamer was dan winnaar Matthew Rotherham. In de door Francesco Castegnaro gewonnen scratch behaalde hij de bronzen medaille, achter zijn landgenoot en de Brit Christopher Latham. Hij sloot zijn toernooi af met de zevende plaats op het sprintonderdeel. Datzelfde jaar won hij met Michael Bresciani en Alberto Dell'Aglio de nationale juniorentitel op het onderdeel teamsprint, eveneens een gouden medaille op het 1-kilometeronderdeel, en een bronzen plak in de sprint.

### Amateur
In 2013 en 2014 reed Mareczko voornamelijk in het Italiaanse amateurcircuit. In maart 2013 reed hij drie Italiaanse amateurwedstrijden: de Coppa San Bernardino, de Trofeo Antonietto Rancilio en de GP Possenta. In die eerste twee wedstrijden werd hij tiende, in de laatste wedstrijd sprintte hij naar de vierde plaats. Zijn eerste overwinning volgde, daags nadat hij achter Marco Amicabile tweede was geworden in de GP Monza, in de Trofeo Fumagalli. Hier versloeg hij Nicola Genovese en Mirko Tedeschi in een massasprint. Een kleine maand later volgde zijn tweede seizoensoverwinning: in de Medaglia d'Oro Nino Ronco bleef hij Nicolas Marini en Francesco Delledonne voor. Na podiumplaatsen in de GP Osio Sotto, de GP Agostano, de Circuito Alzanese, de Coppa Città di Bozzolo en de Circuito Molinese won Mareczko zijn laatste wedstrijd van het seizoen, de Coppa d'Inverno. Hier verwees hij Mirco Maestri en Luca Pacioni naar de dichtste ereplaatsen.
In 2014 mocht Mareczko dertien overwinningen bijschrijven. Een van deze overwinningen was een UCI-koers: de Circuito del Porto. Hiermee was hij de meest succesvolle Italiaanse renner onder de 23 jaar. Zijn zestien overwinningen trokken de aandacht van Davide Cassani, de Italiaanse bondscoach, die hem vervolgens selecteerde voor de Ronde van San Luis in 2015. Daarnaast pakte Mareczko in zowel 2013 als in 2014 een medaille op de nationale kampioenschappen baanwielrennen. In 2013 won hij met Andrea Prati en Erik Tomarelli de bronzen medaille op het onderdeel teamsprint, een jaar later won hij op datzelfde onderdeel zilver met Simone Consonni, Andrea Guardini en Riccardo Minali. In 2014 werd hij in Fiorenzuola d'Arda, waar op dat moment ook de Zesdaagse van Fiorenzuola werd gehouden, derde op het onderdeel scratch, achter de Fransman Vivien Brisse en Minali.

### 2015
In 2015 werd Mareczko prof bij Southeast, de enige ploeg die hem een profcontract aanbood. Zijn debuut voor de ploeg maakte hij in Venezuela, in de Ronde van Táchira. Hier won hij zowel de derde als de vierde etappe, maar startte niet in de zesde etappe om zich voor te kunnen bereiden op de Ronde van San Luis die een dag na de Ronde van Táchira zou starten. In die ronde wist hij geen overwinning te behalen. Zijn beste klassering was een derde plaats in de laatste etappe, achter Mark Cavendish en de Colombiaan Fernando Gaviria, die verrassend twee etappes wist te winnen. Vier weken later nam Mareczko deel aan het Vlaamse openingsweekend, in zowel de Omloop Het Nieuwsblad als in Kuurne-Brussel-Kuurne wist hij de eindstreep echter niet te halen. In de Ronde van Langkawi die een week later begon behaalde hij drie podiumplaatsen alvorens niet te starten in de laatste etappe. Op dat moment stond hij op plek 115 in het algemeen klassement.

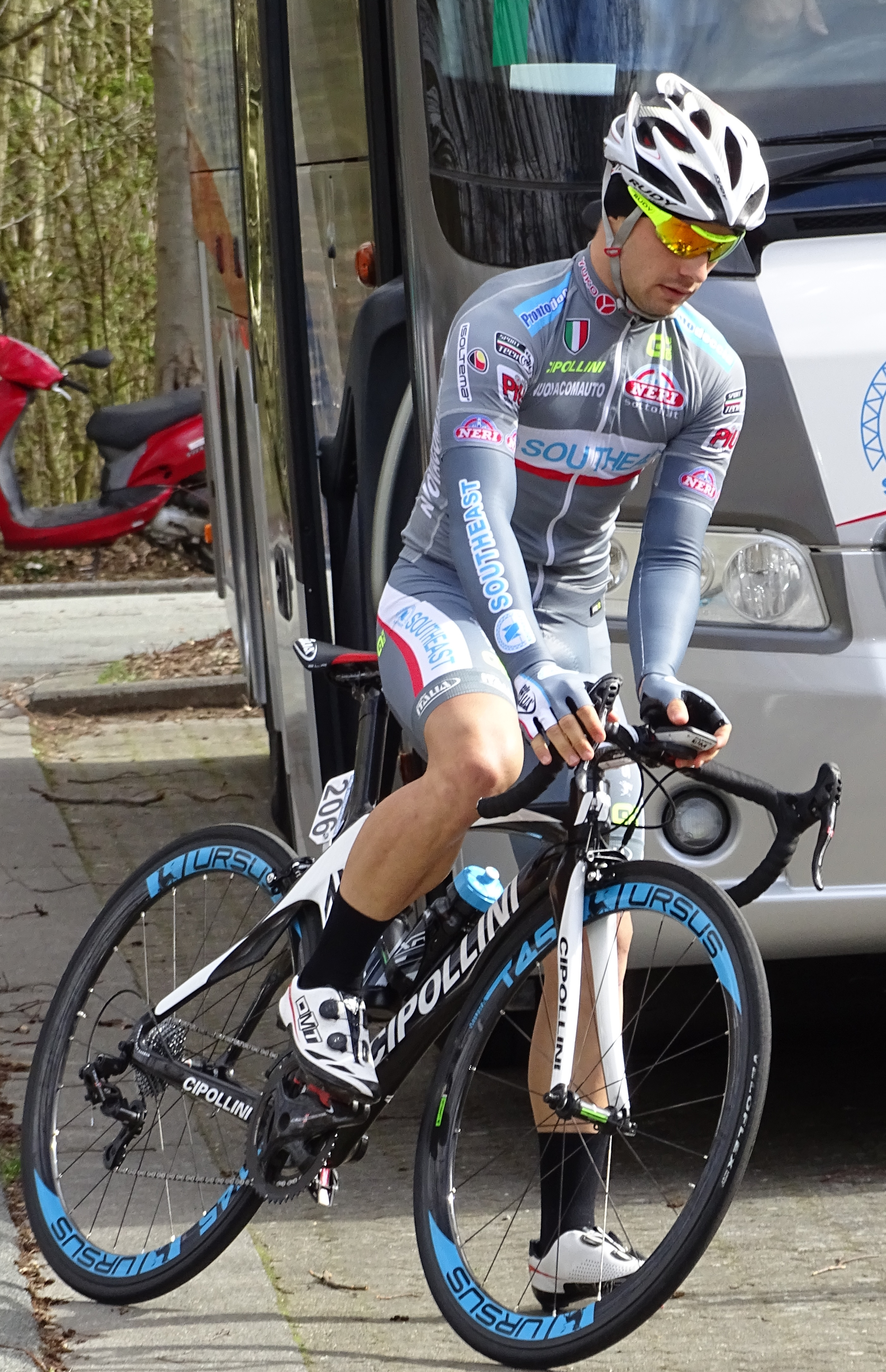
Mareczko bij de Driedaagse van De Panne-Koksijde 2015

Zijn debuut in een World Tour-wedstrijd maakte hij op 27 maart in de E3 Harelbeke. Deze koers reed hij niet uit, evenals Gent-Wevelgem die twee dagen later plaatsvond. In de Driedaagse De Panne-Koksijde kon hij in de eerste twee etappes niet meedoen om de winst en in deel B van de derde etappe moest hij zijn meerdere erkennen in onder meer Alexander Kristoff; Mareczko werd vijfde. Namens een Italiaanse selectie met onder andere Davide Martinelli en Davide Ballerini nam hij deel aan de Ster ZLM Toer waarin hij met zijn ploeggenoten vierde werd in de ploegentijdrit. In de Ronde van Turkije die een week later startte kon Mareczko in de eerste etappe nog meedoen om de winst; hij werd uiteindelijk tiende. De tweede etappe eindigde hij op plek 25 en in de derde etappe, een bergrit, deed hij niet mee voor de prijzen. Een dag later stapte hij af.
Halverwege juni, anderhalve maand na zijn vorige koersdag, hervatte Mareczko zijn seizoen in de Ronde van Venezuela. In deze tiendaagse etappekoers wist hij viermaal op het podium te eindigen, waarvan tweemaal op de hoogste trede. In de Ronde van het Qinghaimeer die op 5 juli startte belandde Mareczko in de eerste etappe net buiten het podium: hij werd vierde achter Marko Kump, Mattia Gavazzi en Marco Zanotti. Een etappe later werd hij zesde, in de derde etappe kwam hij buiten tijd binnen.
Na een rustperiode van twee maanden trad Mareczko aan in de Brussels Cycling Classic. In die door Dylan Groenewegen gewonnen wedstrijd haalde hij de eindstreep echter niet. Een dag later wist Mareczko zich wel te mengen in de eindsprint in de GP Fourmies. Hij eindigde echter buiten de top tien: op plek elf. De Coppa Bernocchi reed hij niet uit en in de Eurométropole Tour, traditioneel de laatste etappekoers op Belgische bodem van het seizoen, wist hij geen potten te breken. Elf dagen na afloop van deze wedstrijd werd bekend dat hij zijn doorlopende contract met een jaar had verlengd.
Zijn eerste profoverwinning behaalde Mareczko in de Ronde van Hainan. In de derde etappe werd hij nog naar de dichtste ereplaats verwezen door Sacha Modolo, drie etappes later wist Mareczko Andrea Palini en Modolo wel te verslaan. In de Ronde van het Taihu-meer, die drie dagen na die van Hainan begon, liet Mareczko zijn zegeteller wat verder oplopen: hij won er zeven van de negen etappes en het eindklassement. Enkel de etappes die niet in een massasprint eindigden werden niet door Mareczko gewonnen. Vanwege Mareczko's prestaties in de UCI Asia Tour eindigde hij als tweede in het eindklassement, slechts zestien punten achter de Iraanse winnaar Mirsamad Poorseyedigolakhour.

### 2016
Mareczko startte het seizoen 2016 in Argentinië; met een Italiaanse selectie nam hij voor de tweede achtereenvolgende maal deel aan de Ronde van San Luis. Hier wist hij de laatste etappe te winnen, al moest er een fotofinish aan te pas komen om zeker te weten of teamgenoot Elia Viviani zijn wiel niet eerder over de eindstreep duwde. Twee weken later kon Mareczko in de door Wout Poels gewonnen Ronde van Valencia geen potten breken: zijn beste klassering was een 62e plek in de derde etappe. Eind februari nam hij deel aan de Ronde van Langkawi. In de derde etappe moest hij het in de massasprint afleggen tegen John Murphy en Francesco Chicchi, drie dagen later wist Mareczko in Rembau wel te winnen. In de laatste twee etappes moest hij telkens zijn meerdere erkennen in Andrea Guardini, die ook als enige voor hem eindigde in het puntenklassement.
In maart nam Mareczko voor het eerst in zijn carrière deel aan een Monument: Milaan-San Remo. Hier finishte hij op meer dan twintig minuten van Arnaud Démare als voorlaatste; enkel Axel Domont kwam later over de eindstreep. In de Internationale Wielerweek die vijf dagen later begon eindigde Mareczko samen met Manuel Belletti, Samuele Conti en Cristián Rodríguez op plek 28 in de ploegentijdrit die traditiegetrouw met een A- en B-ploeg wordt verreden. In de eerste twee ritten in lijn kon Mareczko zich niet mengen in de strijd om de overwinning. Echter, in etappe drie wist hij de sprint te winnen door Mattia Gavazzi en Ioannis Tamouridis voor te blijven. Een dag later ging hij niet meer van start. Mareczko stond twee dagen later wel aan de start van de Driedaagse van De Panne-Koksijde, waar hij in de door Alexander Kristoff gewonnen eerste etappe de eindstreep niet haalde. Mareczko stond als een van de outsiders voor de winst aan de start van de Scheldeprijs. Hij kon echter niet deelnemen aan de sprint om de winst: hij eindigde op plek 21.

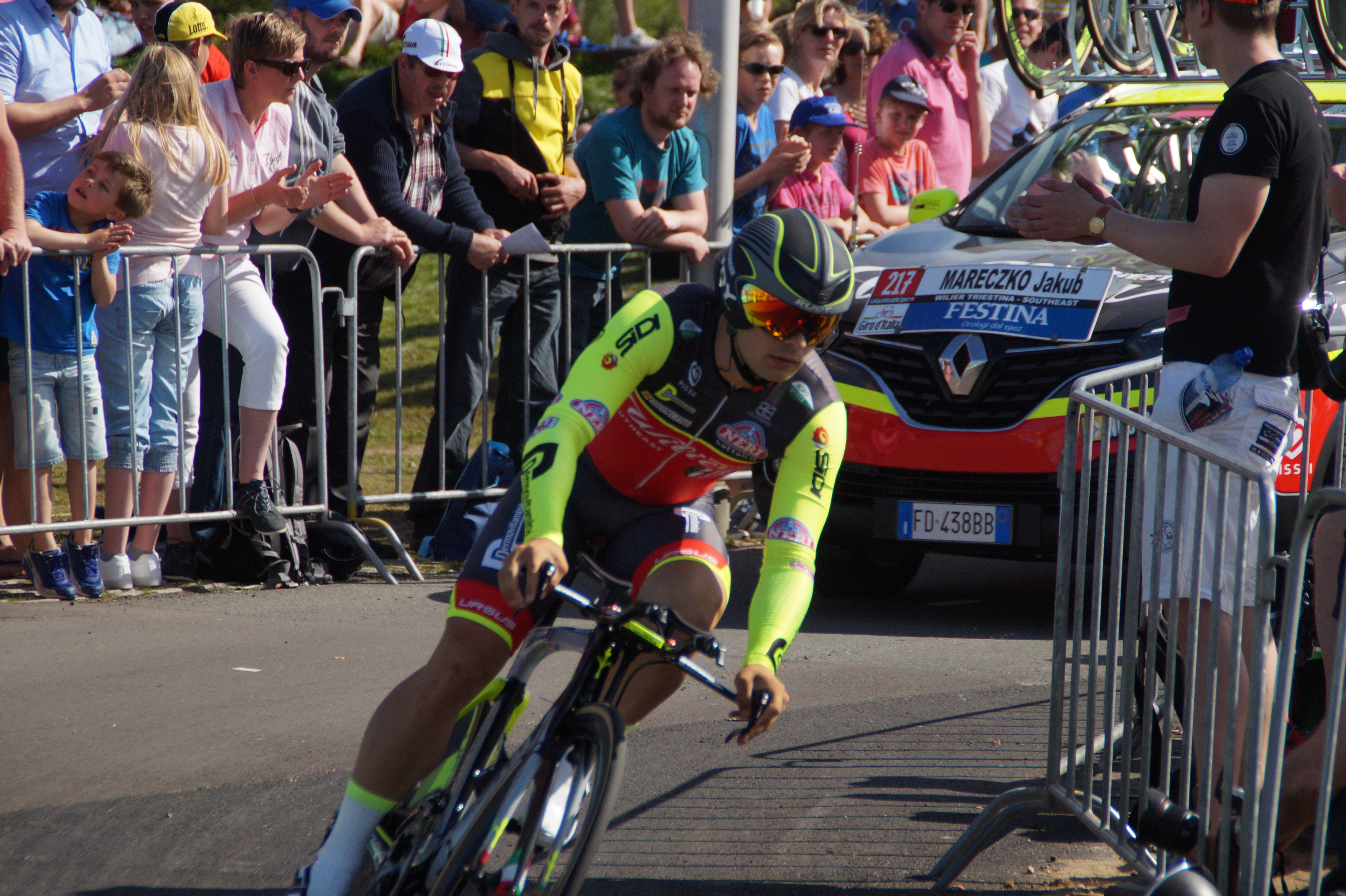
Mareczko tijdens de eerste etappe van de Ronde van Italië

Op 19 april werd bekend dat Mareczko door Southeast-Venezuela werd opgenomen in de voorselectie voor de Ronde van Italië. Als voorbereiding hierop nam hij deel aan de Ronde van Turkije, waar hij zowel de vijfde als de achtste etappe wist te winnen. Op 30 april, één dag voor het einde van de Ronde van Turkije, werd bekend dat Mareczko deel uitmaakte van de definitieve Giroselectie van Wilier Triestina-Southeast, zoals de ploeg vanaf de Giro zou gaan heten. In de eerste etappe, een tijdrit van 9,8 kilometer rond Apeldoorn, eindigde Kuba op de laatste plaats. Een dag later kon hij zich niet mengen in de door Marcel Kittel gewonnen massasprint. In zowel de derde als vierde etappe kwam Mareczko in de laatste groep over de finish. In de vijfde etappe stapte hij af en keerde hij zonder zich te hebben gemengd in een massasprint huiswaarts. Later maakte zijn ploeg bekend dat Mareczko voor de Ronde van Turkije een luchtweginfectie was opgelopen. Door zijn verlaagde weerstand kreeg hij vervolgens maag- en darmproblemen die hem dwongen af te stappen in de Giro. Zijn rentree maakte hij in de Ster ZLM Toer, waar een veertigste plek in de tweede etappe zijn beste klassering was.
Na een nieuwe pauze van een maand stond Mareczko aan het vertrek van de Ronde van het Qinghaimeer. In de eerste etappe, die in de finale werd ontsierd door een massale valpartij, kon Mareczko niet sprinten voor de overwinning. Een dag later kon hij dit wel en versloeg hij Marko Kump en Jesse Kerrison in de massasprint, waardoor hij op de derde plek in het algemeen klassement terechtkwam. Na vijf berg-/heuveletappes kon Mareczko zich in de achtste etappe weer van voren laten zien: in de massasprint moest Kuba echter enkel Nicolas Marini voor zich dulden. De twee volgende etappes eindigde Mareczko op respectievelijk plaats vier en zes, waarna hij in de elfde etappe het peloton het nakijken gaf door de massasprint te winnen, voor Meron Teshome en Kump. In de twaalfde etappe, een individuele tijdrit, deed Mareczko niet mee om de zege: hij eindigde net buiten de top honderd op plek 102. De laatste etappe van de Chinese rittenkoers, een 95 kilometer lange rit met start en finish in Baiyin, eindigde in een sprint waarin Mareczko zijn achtste zege van het seizoen behaalde. In de door Dylan Groenewegen gewonnen Arnhem-Veenendaal Classic kon Mareczko niet meesprinten om de zege: hij eindigde op plek 25. Twee dagen later reed hij de Grote Prijs Jef Scherens niet uit, weer twee dagen later deed hij hetzelfde in de GP Stad Zottegem. Na een reeks met drie opgaven en plek 47 in de GP Fourmies sprintte Mareczko naar de tiende plaats in de GP van Isbergues. Twee dagen later won hij de pelotonsprint in de GP Paul Borremans, een Vlaamse kermiskoers. Echter, Taco van der Hoorn was 36 seconden eerder al als winnaar over de finish gekomen.
In oktober nam Mareczko deel aan het wereldkampioenschap. Ondanks dat hij tweedejaars prof was, nam hij deel bij de beloften, waar hij een van de favorieten was. In de massasprint werd hij verslagen door Kristoffer Halvorsen, die de derde Noorse wereldkampioen bij de beloften werd, en Pascal Ackermann. Zijn bronzen medaille was, na de zilveren van Lisa Morzenti en de gouden van Elisa Balsamo in respectievelijk de tijdrit en wegwedstrijd bij de meisjes, het derde eremetaal voor de Italiaanse selectie. Een week na zijn race op het wereldkampioenschap stond Mareczko aan de start van de Ronde van Abu Dhabi. Hier wist hij in de eerste etappe niet te overtuigen: hij werd zeventiende in de massasprint. Een dag later kwam hij met een vierde plaats dichter bij de zege. In de laatste etappe, die eindigde in een massasprint, wist de Italiaan niet verder te komen dan de vijftiende plaats. Ruim een week na afloop van de wedstrijd in de woestijn nam Mareczko deel aan de Ronde van Yancheng Coastal Wetlands, die dat jaar voor het eerst een eendagskoers was. In de straten van Yancheng wist hij de ploeggenoten Māris Bogdanovičs en Emīls Liepiņš te kloppen in een massasprint. Drie dagen later stond Mareczko aan het vertrek van de wedstrijd waarin hij een jaar eerder zeven etappezeges wist te behalen: de Ronde van het Taihu-meer. In de proloog, een individuele tijdrit van 5,9 kilometer, moest hij twintig seconden toegeven op winnaar Oleksandr Holovasj. Een dag later wist Mareczko de eerste rit in lijn te winnen, waardoor hij door bonificatieseconden naar de zesde plaats in het algemeen klassement steeg. Door zijn overwinning – zijn achtste etappezege in de Chinese wedstrijd – nam hij het record van meeste dagzeges, dat hij sinds 2015 deelde met Alois Kaňkovský, alleen in handen. In de tweede etappe klopte hij Liepiņš en Nicolas Marini in de massasprint, waardoor hij door bonificatieseconden de leiderstrui overnam van Holovasj. In de derde etappe, met aankomst bergop, eindigde Mareczko op ruim tienenhalve minuut op de negentigste plaats, waardoor hij zijn leiderstrui moest afstaan aan Cameron Bayly, de winnaar van de dag. Na een tweede en derde plaats in respectievelijk de vierde en vijfde etappe wist Kuba in de zesde etappe zijn derde overwinning te behalen. Net als het jaar ervoor schreef hij het puntenklassement op zijn naam, ditmaal door Marini met dertien punten voor te blijven. Door zijn twaalf overwinningen eindigde Mareczko dit seizoen op de gedeelde vijfde plaats op de overwinningenranglijst. Dankzij vier overwinningen in de Asia Tour van 2016 en zijn derde plaats op het wereldkampioenschap, dat meetelde voor datzelfde klassement, eindigde hij in dat klassement als achttiende.

### 2017
Mareczko ving het seizoen 2017 aan met een aflopend contract bij Wilier Triestina-Selle Italia, waar hij, samen met Filippo Pozzato, een van de kopmannen was. Zijn seizoensdebuut maakte hij in de Ronde van Dubai, waar hij de sprintkopman van zijn team was. In de eerste, door Marcel Kittel gewonnen, etappe kon Mareczko niet meesprinten om de winst: hij werd achttiende. Een dag later sprintte hij achter Kittel en Dylan Groenewegen naar de derde plaats. Na twee zeventiende plaatsen in de laatste twee etappes sloot de Italiaan de vierdaagse af met de elfde plaats in het algemeen klassement. Tien dagen later stond hij aan de start van de Ronde van Oman, waar hij een van de favorieten in de sprints was. Hier sprintte hij in de eerste etappe naar de zesde plek. Na twee etappes op rij niet bij de beste honderd renners te zijn gefinisht reed hij de vierde etappe niet uit om zo beter uitgerust te zijn voor de Ronde van Langkawi, waar hij drie dagen later aan zou deelnemen. Deze Maleisische etappekoers was belangrijk in de voorbereiding voor de honderdste Ronde van Italië, waar Mareczko zijn zinnen op had gezet. In de eerste etappe, een vlakke rit van Kuala Berang naar Kuala Terengganu, legde hij het in de sprint af tegen Scott Sunderland, Ryan Gibbons en Nicolas Marini. In de tweede etappe moest Mareczko vanwege twee beklimmingen in het parcours lossen uit het peloton, waardoor hij niet kon sprinten voor de winst en als honderdste over de finish kwam. Bij zijn afwezigheid deed Pozzato, die de bergen wel had overleefd, een poging de etappe te winnen. De Amerikaan Travis McCabe bleek echter te sterk, waardoor de tweede plaats voor Pippo het hoogst haalbare was. In de derde etappe, die net als de eerste rit in een massasprint eindigde, trok Mareczko wel aan het langste eind. In Pantai Remis bleef hij Sunderland twee fietslengtes voor. In de vierde etappe, de koninginnenrit, werd hij tachtigste. Een dag later sprintte hij, achter klassementsleider Gibbons, naar de tweede plaats in de vijfde etappe. Na in de zesde etappe op plek 23 te zijn geëindigd won Kuba de zevende rit, door in de massasprint McCabe en Andrea Palini voor te blijven. Door zijn overwinning nam hij, met nog één etappe te gaan, de leiding in het puntenklassement over van Gibbons. Door zijn vierde plaats in de laatste etappe, waarin Mareczko met een achterstand van bijna veertien minuten op plek 45 binnenkwam, heroverde de Zuid-Afrikaan die leiderstrui, waardoor hij niet alleen het eindklassement, maar ook het puntenklassement op zijn naam schreef. Omdat ook McCabe Mareczko nog voorbij ging in de stand, eindigde de Italiaan op de derde plaats in het puntenklassement.
Bij zijn tweede deelname aan Milaan-San Remo eindigde Mareczko op plek 163, bijna elf minuten na winnaar Michał Kwiatkowski. Vijf dagen na La Primavera stond Mareczko voor de tweede maal in zijn carrière aan de start van de Internationale Wielerweek. In de eerste etappe finishte hij in de laatste groep die over de eindstreep kwam. Later die dag eindigde hij met drie ploeggenoten op plek 37 in de ploegentijdrit, op ruim een minuut van het snelste viertal van CCC Sprandi Polkowice. In de tweede en derde etappe deed Kuba niet mee om de winst, waarna hij niet startte in de vierde etappe. In de derde etappe van de Driedaagse van De Panne-Koksijde was Mareczko betrokken bij een valpartij, waarbij hij zijn vinger blesseerde. Hierdoor moest hij een streep zetten door zijn debuut in de Ronde van Vlaanderen, die drie dagen later plaats zou vinden. Bijna een maand later maakte hij in de Ronde van Bretagne, waar zijn ploeg zich op het laatste moment voor had ingeschreven, zijn rentree in het peloton. In de eerste etappe sprintte hij, achter Bram Welten en Matteo Malucelli, naar de derde plek. Een dag later werd hij elfde, maar verzamelde hij wel genoeg punten om de leiding in het puntenklassement over te nemen van Welten. In de derde etappe sprintte hij naar de winst, waardoor hij de leiding in het puntenklassement verstevigde. Ondanks zijn leidende positie gaf hij in de vijfde etappe op, waardoor Anders Skaarseth de leiding overnam.
Op 3 mei maakte Wilier Triestina-Selle Italia, als laatste ploeg, haar selectie voor de Ronde van Italië bekend. Mareczko werd aangeduid als sprintkopman van de ploeg met Pozzato in de rol van wegkapitein. In de eerste etappe, van Alghero naar Olbia, sprintte Mareczko naar de zestiende plaats. In de overige twee etappes voor de eerste rustdag, beide op Sardinië, deed Kuba niet mee om de winst. In de vierde etappe, die eindigde op de Etna en werd gewonnen door Jan Polanc, kwam Mareczko ruim een half uur later dan de winnaar over de finish. Een dag later sprintte hij naar de tweede plaats in de door Fernando Gaviria gewonnen vijfde etappe. Na vijf berg-/heuveletappes en een individuele tijdrit sprintte Mareczko in de twaalfde etappe, in het wiel van Gaviria, wederom naar de tweede plaats. Een dag later, in de laatste sprintetappe van de wedstrijd, sprintte hij naar de dertiende plaats. Omdat er in de overige etappes geen kans op de overwinning voor Mareczko zouden komen, startte hij, net als André Greipel, niet meer in de veertiende etappe. Hij stond op dat moment negende in het puntenklassement, met een achterstand van 242 punten op Gaviria. In juni nam hij deel aan de Ronde van Slovenië, waarin hij in de laatste etappe naar de vierde plaats sprintte. Later die maand reed hij het door Fabio Aru gewonnen nationale kampioenschap op de weg niet uit.
Na een pauze van een maand nam Mareczko op de laatste dag van juli deel aan de RideLondon Classic, die hij niet uitreed. Ook in de Ronde van de Limousin, die twee weken later startte, haalde hij de eindstreep niet hij gaf in de vierde etappe op. In de eerste etappe van de Ronde van Poitou-Charentes, die werd gewonnen door Elia Viviani, sprintte Mareczko naar de zevende plaats. In zowel de Bretagne Classic als in de GP Fourmies haalde hij de finish niet. Tussendoor eindigde hij op plek 154 in de Brussels Cycling Classic. Na ook de Ronde van Toscane en de Grote Prijs Bruno Beghelli niet te hebben uitgereden stond Mareczko in oktober aan de start van de Ronde van het Taihu-meer. In de proloog gaf hij 21 seconden toe op winnaar Guillaume Boivin, waarna hij in de eerste rit in lijn naar de derde plaats sprintte. Een dag later won hij de tweede etappe, voor de Wit-Rus Anton Moezytsjkin en Nicolas Marini. In de derde etappe won Mareczko wederom. Door bonificatieseconden werd Marini de nieuwe leider, maar Mareczko nam de leiding in het puntenklassement van hem over. In de vierde etappe voltooide Mareczko zijn hattrick, waardoor hij de leiderstrui in het algemeen klassement overnam van Marini. Na drie overwinningen werd Kuba in de vijfde etappe tweede: Jon Aberasturi bleef hem voor in de massasprint. Door bonificatieseconden breidde hij zijn voorsprong op Marini in het algemeen klassement wel uit. Na winst in zowel de zesde als de zevende etappe schreef hij het eindklassement, na 2015, voor de tweede maal op zijn naam. Boivin werd, met een achterstand van een halve minuut, tweede. Naast het algemeen klassement eindigde Mareczko ook bovenaan het punten- en het jongerenklassement. In de aanloop naar de Ronde van Hainan, waar hij zijn seizoen zou beëindigen, verlengde Mareczko zijn contract met één jaar. In de eerste etappe van de wedstrijd op het eiland in de Zuid-Chinese Zee werd hij in de sprint geklopt door Aberasturi, die zo de eerste leider werd. In de groene puntentrui sprintte Mareczko een dag later naar de eerste plaats, voor Martin Laas en Dylan Page. Door bonificatieseconden nam hij de leiderstrui over van Aberasturi, die niet mee kon sprinten na te zijn ingesloten. Zijn voorsprong breidde hij in de derde en vierde etappe, die hij beide ook won, verder uit. Na zijn vierde en vijfde overwinning op rij was het de beurt aan zijn ploeggenoot Jacopo Mosca, die de koninginnenrit won en de leiderstrui van Mareczko overnam. In de overige twee etappes kwam Mareczko steeds op ruime achterstand over de streep, waardoor het bij vijf overwinningen bleef. Door zijn vijf overwinningen won hij wel het puntenklassement en evenaarde hij Marcel Kittel en Fernando Gaviria wat betreft seizoenszeges. Samen eindigden zij, met elk veertien zeges, bovenaan de ranglijst.

### 2018
Voor het seizoen 2018 werd, met Marco Coledan, de sprinttrein van Mareczko versterkt. Zijn seizoensdebuut maakte hij in de Ronde van Sharjah, waar hij met zijn gehele sprinttrein aan de start stond. In de eerste rit in lijn werd Mareczko door zijn teamgenoten afgezet, waarna hij naar de overwinning sprintte. Bryan Coquard sprintte naar de tweede plek, voor Harrif Saleh en Mareczko's ploeggenoot Luca Pacioni. Door zijn zege nam hij de leiding in het puntenklassement over van Julien Morice, die de openingstijdrit had gewonnen. In de vierde etappe maakte Mareczko gebruik van de sprinttrein van Coquard, waarna hij zijn tweede zege behaalde en de overwinning in het puntenklassement opeiste. Begin februari stond hij aan de start van de Ronde van Dubai, waar een vijftiende plaats in de tweede etappe zijn beste klassering was. In die rit was Mareczko de eerste die zijn sprint inzette, maar omdat hij te vroeg op kop kwam zag hij onder andere ritwinnaar Elia Viviani nog langszij komen. Later die maand nam Mareczko deel aan de eerste editie van de Ronde van Antalya. In de eerste etappe, een rit van 155,6 kilometer met start en finish in Antalya, was enkel Matteo Moschetti sneller in de sprint. In de derde rit, een bergetappe van slechts 32,5 kilometer, kwam Mareczko buiten de tijdslimiet over de streep. Twee weken later stond hij voor het eerst in zijn carrière aan de start van de Tirreno-Adriatico, een van zijn eerste doelstellingen van het jaar. Enkel in de tweede etappe kon hij zich mengen in de sprint: in de door Marcel Kittel gewonnen rit finishte hij als zesde. In Milaan-San Remo eindigde hij drie plaatsen dan het jaar ervoor: Mareczko eindigde op plek 160, op meer dan zestien minuten van winnaar Vincenzo Nibali. In de eerste twee ritten van de Internationale Wielerweek deed hij niet mee om de zege, in de derde etappe gaf hij op.
Na een rustpauze van bijna twee weken stond Mareczko in april voor het eerst in zijn carrière aan de start van de Ronde van Marokko. In de eerste etappe was hij de beste in de massasprint, voor Meron Teshome en Salah Eddine Mraouni. De leiding in zowel het punten- als het algemeen klassement raakte hij een dag later kwijt aan Louis Pijourlet, die ruim twintig minuten voor Mareczko winnend over de streep kwam. In de derde etappe was de Italiaan wederom de beste, voor de Fransman Clément Orceau en Lucas Carstensen uit Duitsland. Door die zege heroverde hij de leiding in het puntenklassement. Na een nieuwe zege in de vijfde etappe trok Mareczko in de zesde rit, samen met ploeggenoot Marco Coledan, Jacob Tipper, Adil Jelloul en David Rivière, ten aanval. Nadat Jelloul en Rivière in de slotfase waren afgehaakt en een aanval van Coledan mislukte, werd Kuba in een sprint-à-deux verslagen door Tipper. In de zevende het etappe was het wederom raak voor Mareczko: in Agadir bleef hij Carstensen en Jayson Rousseau voor in de massasprint. Een dag later won hij opnieuw de massasprint, maar Marco Coledan was 45 seconden eerder al winnend over de streep gekomen. In de negende etappe verstevigde Mareczko dankzij een nieuwe overwinning zijn koppositie in het puntenklassement wederom. Die leiding breidde hij uit in de laatste etappe, waarin hij voor de zesde maal won. Na terugkomst in Europa stond Mareczko aan de start van de Ronde van Bretagne. In de tweede etappe werd hij derde in de massasprint, achter winnaar Matteo Malucelli en Max Kanter. Twee dagen later gaf hij op. Vervolgens vertrok hij naar Israël voor de Grande Partenza van de Ronde van Italië.

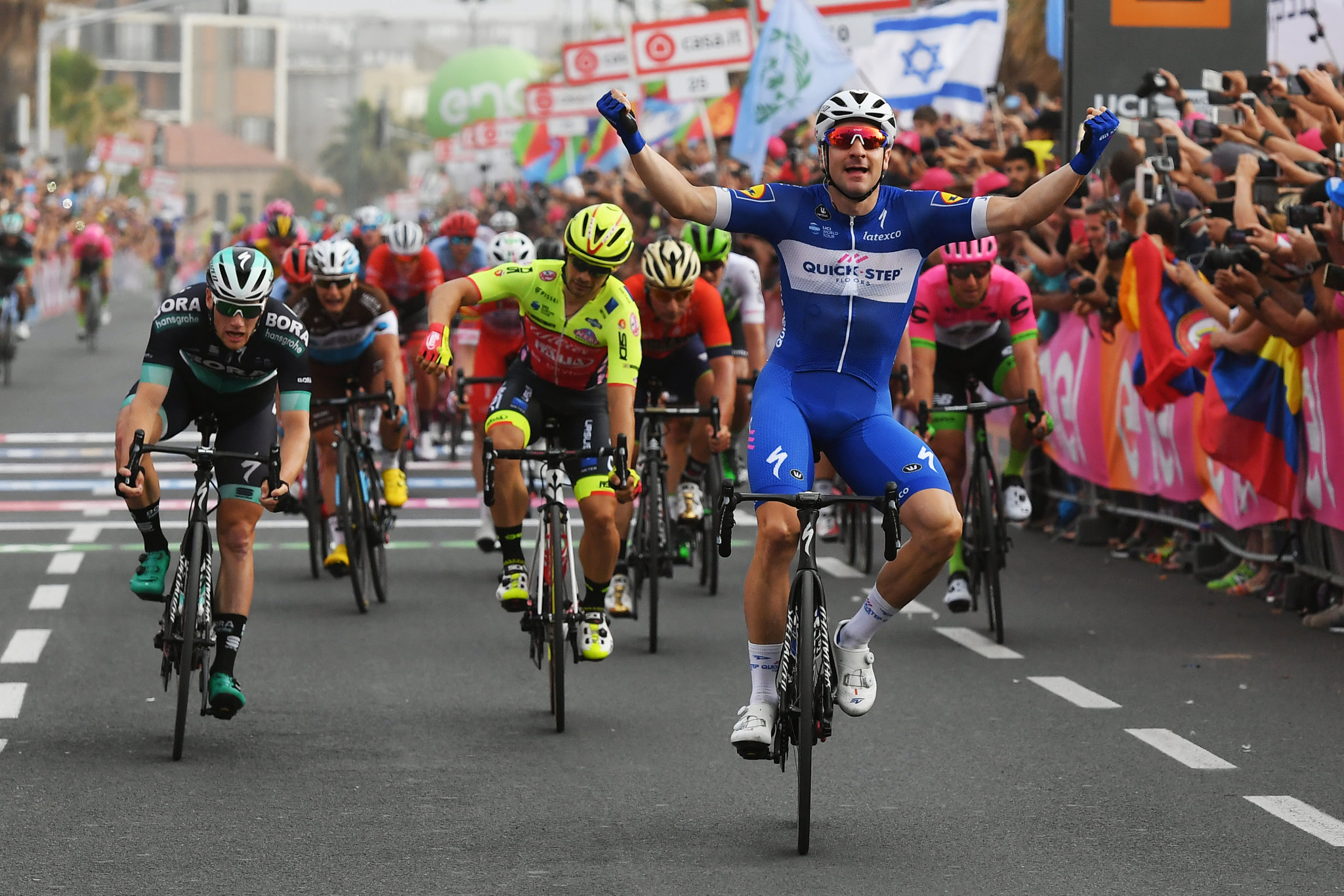
Elia Viviani wint de tweede etappe van de Ronde van Italië in 2018, Jakub Mareczko wordt tweede.

In de door Tom Dumoulin gewonnen openingstijdrit van de Giro eindigde Mareczko op plek 155, wat ruim voldoende was om binnen de tijdslimiet te finishen. Een dag later volgde de eerste massasprint: in de straten van Tel Aviv was enkel Elia Viviani sneller. In de derde etappe werd Mareczko vierde. Na de verplaatsing naar Sicilië volgden drie etappes die niet in een massasprint eindigden, alvorens Mareczko in de zevende etappe weer mee kon doen om de winst. Hij kwam echter niet verder dan de zesde plek in de door Sam Bennett gewonnen rit. In de achtste etappe gaf Kuba op. Twee weken na zijn opgave stond hij aan de start van de Ronde van Korea. In de openingsetappe won hij de sprint van het peloton, maar negen seconden eerder was Choe Hyeong-min al juichend over de finish te komen na de sprint van de kopgroep te hebben gewonnen.
Na een pauze van drie maanden, waarin hij enkel deelnam aan het nationale kampioenschap op de weg en aankondigde in 2019 de stap naar de World Tour te maken door een contract bij CCC te tekenen, vertrok Mareczko naar China om in het najaar aan verschillende wedstrijden deel te nemen. In de eerste wedstrijd, de Ronde van China I sprintte hij meteen naar de tweede plek in de openingsetappe. Ook in rit vijf werd hij tweede, maar hij sloot de wedstrijd af zonder etappewinst. Die etappewinst kwam wel in de laatste rit van de Ronde van China II, die twee dagen na afloop van de eerste wedstrijd startte. In de bijna 130 kilometer lange rit in en rond Anshun verwees Mareczko Kaden Groves en Andrij Koelyk naar de dichtste ereplaatsen. De volgende wedstrijd op zijn programma was de Ronde van het Taihu-meer, waar hij met vijftien ritzeges al recordhouder was. Het duurde echter tot de derde rit in lijn voor hij mee kon sprinten om de winst: de proloog werd gewonnen door Dylan Kennett, de eerste twee ritten in lijn door Juan Sebastián Molano. Een dag later was het wél raak: op een vlak parcours van nog geen negentig kilometer lang versloeg Mareczko Boris Vallée en Molano. Na een vierde plek in de vierde etappe won Mareczko ook de vijfde etappe. In de laatste etappe won hij opnieuw, waarmee hij zijn totaal op achttien ritzeges zette. De laatste koers van zijn Chinese najaar was de Ronde van Hainan, waarin hij in de openingsetappe meteen wist te winnen: in de straten van Danzhou bleef hij Dylan Page en Manuel Belletti voor. De leiderstrui die hij daaraan overhield werd een dag later overgenomen door Page. In de overige etappes behaalde Mareczko nog tweemaal een toptienplaats, maar winnen deed hij niet meer.

### 2019
Bij zijn debuut voor CCC sprintte Mareczko, achter Elia Viviani en Max Walscheid, naar de derde plaats in de openingsetappe van de Tour Down Under. Dichterbij een overwinning in de Australische seizoensopener zou hij in de overige vijf etappes niet komen. Een week na afloop van de Tour Down Under startte Mareczko in de Cadel Evans Great Ocean Road Race, waar hij na het wegvallen van Patrick Bevin de kopman was. Met een achterstand van bijna achtenhalve minuut op winnaar Viviani eindigde Mareczko op plek 91. Kuba keerde kort terug in Europa voor een deelname aan de Clásica de Almería, alvorens hij afreisde naar Abu Dhabi voor de start van de UAE Tour. Samen met zijn teamgenoten werd hij vijfde in de openingsploegentijdrit, al finishte Mareczko bijna drie minuten later dan de meeste van zijn ploeggenoten. Drie van de overige zes etappes eindigden in een massasprint, maar dichterbij de overwinning dan een tiende plaats in etappe twee en een achtste plaats in de vijgde rit kwam de geboren Pool niet. Ook in Parijs-Nice wist hij niet van voren te eindigen: zijn beste prestatie was een twaalfde plek in de door Sam Bennett gewonnen derde etappe. Later die maand stond hij aan de start van drie Vlaamse voorjaarskoersen. In Nokere Koerse eindigde hij niet in de voorste groep, in de Bredene Koksijde Classic sprintte hij naar de twaalfde plek en in de Driedaagse Brugge-De Panne (een eendagskoers, in tegenstelling tot wat de naam doet vermoeden) eindigde hij op plek 24.
Na een korte rustperiode hervatte Mareczko zijn seizoen in de Ronde van Romandië, die hij als voorbereiding op de Giro reed. In de eerste rit in lijn gaf hij echter op. Desondanks was hij in mei in Bologna voor de start van de Ronde van Italië. Mareczko was een van de speerpunten van het Poolse team, met Łukasz Owsian en Francisco Ventoso als belangrijkste helpers. In de openingstijdrit waren alleen Matti Breschel en Hiroki Nishimura, die buiten de tijdslimiet finishte, langzamer. Twee dagen later sprintte Mareczko naar de zevende plaats. Winnaar Viviani werd echter gediskwalificeerd, waardoor Mareczko één plekje opschoof en de winst naar Fernando Gaviria ging. Pas in etappe elf kon Mareczko zich voor een tweede keer mengen in de eindsprint: hij werd negende in de door Caleb Ewan gewonnen etappe. In diezelfde etappe reed Mareczko door zijn voormalige woonplaats, waar hij woonde toen hij als amateur voor Viris Maserati reed. Een dag later kwam hij buiten de tijdslimiet over de finish in Pinerolo: voor de vierde maal in evenzoveel edities reed hij de Giro niet uit.
Twee maanden na zijn gedwongen einde van de Ronde van Italië stond Mareczko aan de start van de ingekorte GP Cerami, een Waalse eendagskoers met bijna 1500 hoogtemeters. Mareczko handhaafde zich in het peloton en moest in de sprint alleen Bryan Coquard en Benjamin Declercq voor zich dulden. Twee dagen later werd hij wederom derde, ditmaal in de openingsetappe van de Ronde van Wallonië. Met de Ronde van Polen en de BinckBank Tour kon Mareczko nog twee deelnames aan koersen in de World Tour op zijn cv bijschrijven. Dichterbij een overwinning dan de zesde plaats in de openigsetappe in Polen kwam hij echter niet. Beide etappewedstrijden reed hij niet uit. In het najaar werd hij onder meer zesde in de door Edward Theuns gewonnen Primus Classic, alvorens hij terugkeerde naar China voor zijn laatste wedstrijd van het seizoen. Ditmaal niet de Ronde van het Taihu-meer of die van Hainan, maar de Ronde van Guangxi, die sinds 2017 deel uitmaakte van de World Tour. Na drie toptienplaatsen, waarvan de vijfde plaats in de laatste etappe zijn beste klassering was, betekende het dat Mareczko voor het eerst in zijn profcarrière zijn seizoen afsloot zonder zege. In november werd hij geopereerd aan zijn neustussenschot, waarmee werd gepoogd de ademhalingsproblemen waar de Italiaan het gehele seizoen mee kampte tegen te gaan.

### 2020
Het seizoen 2020, zijn tweede jaar bij CCC Team, begon voor Mareczko in de Ster van Bessèges. Hier kon hij echter geen enkele keer meedoen om de zege: een zeventiende plaats in de door Dries De Bondt gewonnen derde etappe was zijn beste klassering. In de Ronde van de Provence, die een paar dagen later begon, liet hij zich wel meteen van voren zien. In de openingsetappe, een vlakke rit tussen Châteaurenard en Saintes-Maries-de-la-Mer, sprintte hij achter Nacer Bouhanni naar de tweede plek. Aangezien Bouhanni de volgende dag in de leiderstrui startte, droeg Mareczko, die ook tweede stond in het puntenklassement, één dag de rode puntentrui. In de vierde etappe haf hij op. Later die maand stond hij aan de start van de UAE Tour, waar hij in de openingsetappe naar de zevende plaats sprintte. Drie dagen later deed hij dit opnieuw. De rittenkoers zou aanvankelijk zeven dagen duren, maar na de vijfde etappe werd bekend dat twee Italiaanse stafleden van een van de deelnemende ploegen positief hadden getest op het coronavirus, waarna werd besloten de overige twee ritten af te gelasten. Voor Mareczko was het de laatste race voor het seizoen vanwege de coronapandemie werd stopgezet.
Na iets meer dan vijf maanden niet te hebben gekoerst, hervatte Mareczko zijn seizoen begin augustus in de Gran Trittico Lombardo, een eenmalige samenvoeging van de Ronde van de Drie Valleien, de Coppa Agostoni en de Coppa Bernocchi. Twee dagen later stond hij aan de start van Milaan-Turijn, met dat jaar een vlak parcours. Mareczko eindigde echter niet in de voorste groep en kon dus niet meedoen om de winst. In de Ronde van Hongarije kon hij dat wel: hoewel hij in de eerste etappe maar net binnen de tijdslimiet over de finish kwam, was hij in de tweede etappe de snelste in de massasprint. Na een vlakke etappe van bijna 160 kilometer verwees hij in Hajdúszoboszló Matteo Moschetti en Luca Pacioni naar de dichtste ereplaatsen. In de derde etappe bleef hij Kaden Groves en Erlend Blikra voor, wederom in een massasprint. Na die rit nam hij de leiding in het puntenklassement over van Itamar Einhorn. Een dag later voltooide Mareczko zijn hattrick: in de straten van Kazincbarcika versloeg hij Emīls Liepiņš en David van der Poel in de massasprint. Sinds de etappekoers een UCI-race is wist geen enkele renner drie etappezeges te behalen, waardoor Mareczko bij zijn eerste deelname het record op zijn naam zette. In het puntenklassement bleef hij Van der Poel zeventien punten voor.
Voor het eerst sinds 2015 nam Mareczko dat seizoen niet deel aan de Giro. Hij stond daarentegen wel voor het eerst in zijn carrière aan het vertrek van de Ronde van Spanje, die vanwege de verschuivingen in de kalender door de coronapandemie een week overlapte met de Giro. Ter voorbereiding van de Vuelta nam Mareczko in oktober deel aan de BinckBank en de Scheldeprijs, het officieuze wereldkampioenschap voor sprinters. In de door Caleb Ewan gewonnen eendagskoers eindigde de Italiaan op plek 31. De Vuelta startte dat jaar met drie heuveletappes in het Baskenland, waardoor Mareczko moest wachten voor hij mee kon doen om de zege. In de vierde etappe sprintte hij, achter Sam Bennett en Jasper Philipsen, naar de derde plek. Hierdoor kon hij, na drie tweede plaatsen in Giro-etappes, ook een podiumplek in een etappe in de Vuelta op zijn palmares bijschrijven. In etappe negen, gewonnen door Pascal Ackermann, sprintte Mareczko naar de vijfde plaats. Twee dagen later gaf hij op, waardoor hij ook zijn vijfde Grote Ronde op rij niet uitreed. Met die opgave zat zijn door de coronapandemie verkorte seizoen erop. Voor zijn ploeg CCC was 2020 het laatste jaar: hun licentie werd overgenomen door Circus-Wanty Gobert. In november werd bekend dat Mareczko terug zou keren op het oude nest. Hij tekende een éénjarig contract bij de ploeg waar hij in 2015 prof was geworden.

### 2021
Bij Mareczko's rentree voor zijn ploeg, nu Vini Zabù geheten, stond hij aan de start van Kuurne-Brussel-Kuurne. De finish haalde hij echter niet. Na die koers, die deel uitmaakt van het Vlaamse openingsweekend, trok Mareczko naar Kroatië, waar hij op de deelnemerslijst stond van de Trofej Umag. In deze eendagskoers over ruim honderdvijftig kilometer versloeg hij Filippo Fortin en Tomáš Bárta in de massasprint. Nadat Mareczko vier dagen later de GP Industria & Artigianato niet had uitgereden, keerde hij weer vier dagen later terug naar Umag voor de start van de Istrian Spring Trophy. In de slechts één kilometer lange proloog waren enkel Lars Boven en Henri Uhlig een seconde sneller. De eerste rit in lijn eindigde in een massasprint in Poreč, waarin Kuba naar de vijfde plek sprintte. Een dag later eindigde de rit na een klim van bijna vier kilometer, waardoor hij niet meedeed om de winst. Onderweg won hij wel een tussensprint in Baderna. De laatste etappe eindigde wederom in een massasprint, waar hij enkel Mihkel Räim en Uhlig voor zich moest dulden. Later die maand won Mareczko de openingsetappe in de Wielerweek van Coppi en Bartali, voor Mark Cavendish en Marius Mayrhofer. Dit betekende dat hij later die dag, in de ploegentijdrit, mocht starten in de leiderstrui. Met zijn ploeggenoten eindigde hij echter op de elfde plek, 24 seconden langzamer dan Israel Start-Up Nation. De leiderstrui verloor hij aan Cavendish. De leiderstrui in het puntenklassement moest hij een dag later afstaan aan Jonas Vingegaard. Na zijn opgave in de laatste etappe nam hij een rustperiode van anderhalve maand.
Na zijn rustperiode nam Mareczko deel aan de Ronde van Hongarije. In de openingsetappe, die finishte in Kaposvár, was enkel Phil Bauhaus sneller in de massasprint. Omdat Bauhaus een dag later in de leiderstrui startte, en Mareczko achter hem tweede stond in het puntenklassement, droeg de Italiaan in de tweede rit de groene puntentrui. Dichterbij de overwinning zou hij niet meer komen. In het eindklassement stond hij, op meer dan een kwartier van winnaar Damien Howson, op plek 86. Na een weinig succesvolle deelname aan de Ronde van België, met een elfde plaats in de slotrit als beste uitslag, trok Mareczko naar Noord-Italië voor de start van de Adriatica Ionica Race. De top tien van de eerste rit werd volledig bezet door Italianen. Mareczko werd vierde, Elia Viviani won. In de tweede rit was Mareczko niet te zien, aangezien de etappe eindigde met een klim van bijna twintig kilometer richting de top van de Cima Grappa. De laatste etappe werd wederom gewonnen door Viviani, Mareczko werd tweede. Dat duo eindigde ook bovenaan het puntenklassement: Mareczko kwam wel dertig punten tekort om zijn landgenoot van de winst te houden.

### 2024
In februari 2024 stond Mareczko aan de start van de Ronde van de Verenigde Arabische Emiraten. In de openingsrit, met aankomst nabij de Liwa-oase, reden Mark Stewart en Marco Murgano, beiden ploeggenoot van Mareczko, het grootste deel van de dag in de aanval. Nadat het duo was teruggegrepen door het peloton, werd een massasprint voorbereid. Mareczko liet zich niet van voren zien, tot Tim Merlier zijn acceleratie plaatste. Kuba ging in zijn zog mee en sprintte naar de derde plaats, achter Merlier en Arvid de Kleijn. In de tweede etappe, een tijdrit, eindigde hij op de laatste plaats. Weer een dag later, in de rit met aankomst op Jebel Jais, werd Mareczko wederom laatste. Na drie nieuwe sprints, waarin een vijfde plaats zijn beste klassering was, gaf hij op in de slotrit. Drie dagen later stond Mareczko aan de start van de Trofej Umag, die hij drie jaar eerder al had gewonnen. Waar het in 2021 nog een echte massasprint was, eindigde de koers dit jaar in een sprint van een uitgedund peloton. Mareczko sprintte mee, maar moest zijn meerdere erkennen in de 18-jarige Matthew Brennan, die zijn eerste overwinning bij de eliterenners behaalde, en Noa Isidore. Na zijn derde plaats in Umag startte Mareczko ook in de Istrian Spring Trophy. In de 1,4 kilometer lange proloog in Vrsar eindigde hij op plek 23, op vier seconden van winnaar Marcel Gladek (ook 18 jaar). In de overige drie etappes kwam Mareczko er niet aan te pas en finishte slechts één keer in de top honderd (plek 99 in de slotrit). Twee weken later nam hij deel aan de GP Adria Mobil, een eendagskoers in Slovenië. Hoewel het peloton in de eerste helft van de wedstrijd tweemaal over een heuvel (met de top op meer dan vijfhonderd meter boven zeeniveau) bij Brezovica pri Črmošnjicah, eindigde de race toch in een massasprint. Mareczko sprintte naar de tweede plaats, achter de 18-jarige Žak Eržen.

### 2025
Ne twee seizoenen bij Alpecin-Deceuninck moest Mareczko het veld ruimen en op zoek naar een nieuwe ploeg. Bij aanvang van het seizoen zat Kuba nog zonder ploeg, tot hij medio februari een contract tekende bij het Poolse Mazowsze Serce Polski en een Poolse licentie aanvroeg.

## Stijl

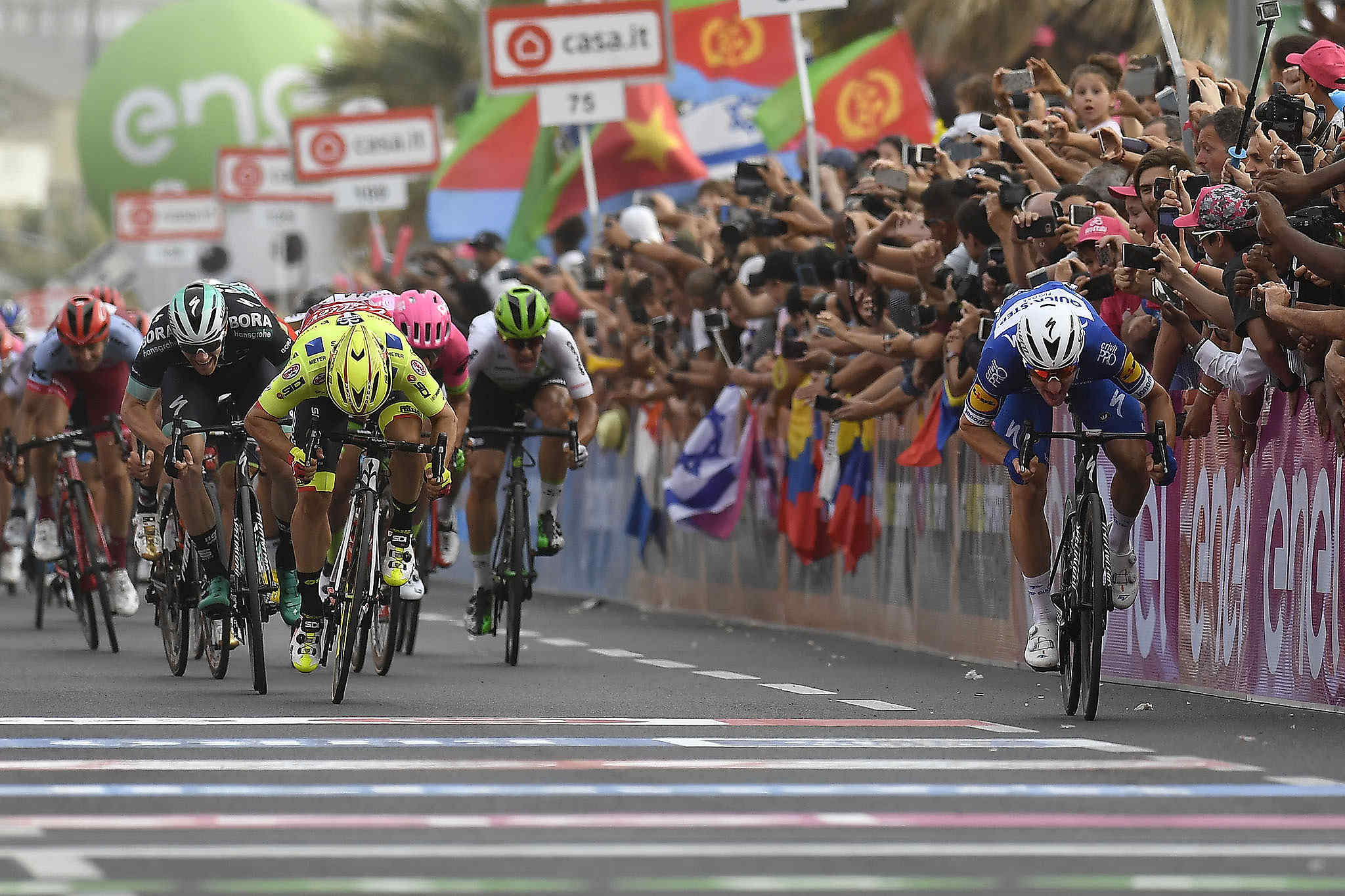
Mareczko (in het geel) tijdens zijn sprint

Tijdens zijn sprint hangt Mareczko over zijn stuur om zo laag mogelijk bij de grond te blijven en zo min mogelijk last te hebben van de luchtweerstand. Door zijn kleine postuur hebben andere renners minder profijt van zijn slipstream. Mareczko's positie op de fiets is vergelijkbaar met die van Caleb Ewan.

This sprint style is my best position. In my training at home I tried many times behind the car. I know it is dangerous but this way I can put all my power on the pedals so I prefer doing it.
— Jakub Mareczko

## Baanwielrennen

### Palmares
| Jaar     | NK                         | EK       | WK       | Overig   |
| Junioren | Junioren                   | Junioren | Junioren | Junioren |
| -------- | -------------------------- | -------- | -------- | -------- |
| 2012     | Teamsprint · 1 km · Sprint | Scratch  |          |          |
| Elite    |                            |          |          |          |
| 2013     | Teamsprint                 |          |          |          |
| 2014     | Teamsprint                 |          |          |          |

## Wegwielrennen

### Overwinningen
2014
Circuito del Porto
2015
3e en 4e etappe Ronde van Táchira
2e en 9e etappe Ronde van Venezuela
6e etappe Ronde van Hainan
1e, 2e, 3e, 6e, 7e, 8e en 9e etappe Ronde van het Taihu-meer
Eind-, punten- en jongerenklassement Ronde van het Taihu-meer
2016
7e etappe Ronde van San Luis
6e etappe Ronde van Langkawi
3e etappe Internationale Wielerweek
5e en 8e etappe Ronde van Turkije
2e, 11e en 13e etappe Ronde van het Qinghaimeer
Ronde van Yancheng Coastal Wetlands
1e, 2e en 6e etappe Ronde van het Taihu-meer
Puntenklassement Ronde van het Taihu-meer
2017
3e en 7e etappe Ronde van Langkawi
3e etappe Ronde van Bretagne
2e, 3e, 4e, 6e en 7e etappe Ronde van het Taihu-meer
Eind-, punten- en jongerenklassement Ronde van het Taihu-meer
2e, 3e, 4e, 5e en 6e etappe Ronde van Hainan
Puntenklassement Ronde van Hainan
2018
2e en 4e etappe Ronde van Sharjah
Puntenklassement Ronde van Sharjah
1e, 3e, 5e, 7e, 9e en 10e etappe Ronde van Marokko
Puntenklassement Ronde van Marokko
5e etappe Ronde van China II
3e, 5e en 7e etappe Ronde van het Taihu-meer
1e etappe Ronde van Hainan
2020
2e, 3e en 4e etappe Ronde van Hongarije
Puntenklassement Ronde van Hongarije
2021
Trofej Umag
1e etappe deel A Internationale Wielerweek
2022
4e etappe Ronde van Antalya
3e etappe ZLM Tour
4e etappe Ronde van Langkawi
2023
5e etappe Ronde van Bretagne
2e etappe ZLM Tour
2024
Circuito del Porto
1e etappe deel B Ronde van Griekenland
1e etappe Ronde van Hainan
2025
4e etappe Ronde van Mersin

### Resultaten in voornaamste wedstrijden
| Jaar | Ronde van Italië | Ronde van Frankrijk | Ronde van Spanje |
| ---- | ---------------- | ------------------- | ---------------- |
| 2015 |                  |                     |                  |
| 2016 | opgave           |                     |                  |
| 2017 | opgave           |                     |                  |
| 2018 | opgave           |                     |                  |
| 2019 | buiten tijd      |                     |                  |
| 2020 |                  |                     | opgave           |
| 2021 |                  |                     |                  |
| 2022 | opgave           |                     |                  |
| 2023 |                  |                     |                  |

| Jaar | Milaan-San Remo | Ronde van Lombardije | E3 Harelbeke | Gent-Wevelgem |  | Wereldranglijsten |
| ---- | --------------- | -------------------- | ------------ | ------------- |  | ----------------- |
| 2015 |                 |                      | opgave       | opgave        |  |                   |
| 2016 | 179e            |                      |              |               |  | 204e (UWR)        |
| 2017 | 163e            |                      |              |               |  | 138e (UWR)        |
| 2018 | 160e            |                      |              |               |  | 247e (UWR)        |
| 2019 |                 |                      |              |               |  | 399e (UWR)        |
| 2020 |                 |                      |              |               |  | 469e (UWR)        |
| 2021 |                 | opgave               |              |               |  | 408e (UWR)        |
| 2022 |                 |                      |              |               |  | 252e (UWR)        |
| 2023 |                 |                      |              |               |  | 343e (UWR)        |

### Resultaten in kleinere rondes
| Jaar | Ronde van San Luis | Ronde van Antalya | Ronde van Sharjah | Ronde van Langkawi | Internationale Wielerweek | Ronde van Turkije | Ronde van Hongarije | ZLM Tour | Ronde van het Qinghaimeer | Ronde van Hainan | Ronde van het Taihu-meer |
| ---- | ------------------ | ----------------- | ----------------- | ------------------ | ------------------------- | ----------------- | ------------------- | -------- | ------------------------- | ---------------- | ------------------------ |
| 2015 | 136e               |                   |                   | opgave             |                           | opgave            |                     |          | buiten tijd               | 86e (1)          | ↑ (7)                    |
| 2016 | 138e (1)           |                   |                   | 80e (1)            | opgave (1)                | 71e (2)           |                     | 115e     | 90e (3)                   |                  | 77e (3)                  |
| 2017 |                    |                   |                   | 75e (2)            | opgave                    |                   |                     |          |                           | 86e (5)          | ↑ (5)                    |
| 2018 |                    | buiten tijd       | 81e (2)           |                    | opgave                    |                   |                     |          |                           | 82e (1)          | 76e (3)                  |
| 2019 |                    |                   |                   |                    |                           |                   |                     |          |                           |                  |                          |
| 2020 |                    |                   |                   |                    |                           |                   | 98e (3)             |          |                           |                  |                          |
| 2021 |                    |                   |                   |                    | opgave (1)                |                   | 86e                 |          |                           |                  |                          |
| 2022 |                    | 142e (1)          |                   | 79e (1)            | opgave                    | 135e              |                     | ↑ (1)    |                           |                  |                          |
| 2023 |                    |                   |                   |                    |                           |                   | 118e                | 84e (1)  |                           |                  |                          |
| 2024 |                    | 142e              | 81e               | buiten tijd        |                           | 146e              | opgave              | 89e      |                           | opgave (1)       | opgave                   |

(*) tussen haakjes aantal individuele etappe-overwinningen

## Ploegen
- 2015 –  Southeast[b]
- 2016 –  Wilier Triestina-Southeast[c]
- 2017 –  Wilier Triestina-Selle Italia
- 2018 –  Wilier Triestina-Selle Italia
- 2019 –  CCC Team
- 2020 –  CCC Team
- 2021 –  Vini Zabù
- 2022 –  Alpecin-Deceuninck[d]
- 2023 –  Alpecin-Deceuninck
- 2024 –  Team Corratec-Vini Fantini
- 2025 –  Mazowsze Serce Polski (vanaf 14 februari)

Andriato · Belletti · Bertazzo · Busato · Carretero · Cecchinel · Conti · Dal Col · Favilli · Fedi · Finetto · Fonzi · Gavazzi · Gil · Mareczko · Monsalve · Petacchi · Ponzi · Tedeschi · Wackermann · Zhupa · Amezqueta (stagiair) · Rodríguez (stagiair)
Amezqueta · Andriato · Belletti · Bertazzo · Busato · Conti · Dal Col · Draperi · Ducournau · Fedi · Fonzi · Gil · Godoy · Mareczko · Martínez · Pozzato · Rodríguez · Sanz · Tedeschi · Trosino · Zhupa · Cañaveral (stagiair) · Errazkin (stagiair) · Raileanu (stagiair)
Amezqueta · Andriato · Belletti · Bertazzo · Busato · Cecchin · Draperi · Ducournau · Fedi · Flórez · Fonzi · Godoy · Kasjavy · Mareczko · Martínez · Mosca · Pozzato · Rodríguez · Trosino · Turrin · Zhupa · Colonna (stagiair) · Marcelli (stagiair) · Raggio (stagiair)
Bertazzo · Bevilacqua · Busato · Coledan · Flórez · Fonzi · Kasjavy · Mareczko · Mosca · Pacioni · Pozzato · Raggio · Rosa · Turrin · Velasco · Zardini · Zhupa
Antunes · Barta · Bernas · Bevin · Černý · ten Dam · De Marchi · Geschke · Gradek · Koch · Mareczko · Owsian · de la Parte · Pauwels · Rosskopf · Sajnok · Schär · Van Avermaet  · Van Hoecke · Van Hooydonck · Van Keirsbulck · Ventoso · Wiśniowski · Zoidl
Barta · Bevin · Černý · De la Parte · De Marchi · Geschke · Gradek · Hirt · Koch · Kotsjetkov · Mareczko · Masnada · Małecki · Paluta · Pauwels · Rosskopf · Sajnok · Schär · Trentin · Valter · Van Avermaet  · Van Hoecke · Van Hooydonck · Van Keirsbulck · Ventoso · Wiśniowski · Zakarin · Zimmermann
Bartolozzi · Bertazzo · M. Bevilacqua · S. Bevilacqua · De Bonis · Di Renzo · Frapporti · González · Gradek · Iacchi · Mareczko · Orrico · Pearson · Petelin · Schneiter · Stacchiotti · Stojnić · Tortomasi · van Elzakker · van Empel · Zardini · Ferri (stagiair) · Masotto (stagiair) · Tosin (stagiair)
Anderson · Ballerstedt · Bax · Bayer · De Bondt · De Tier · Dillier · Gaze · Gogl · Janssens · Krieger · Leysen · Mareczko · Merlier · Meurisse · Oldani · Philipsen · Planckaert · Rickaert · Riesebeek · Sbaragli · Stannard · Taminiaux · Thwaites · Van Den Bossche · D. van der Poel · M. van der Poel · Van Keirsbulck · Vermeersch · Vermote · Vine
Ballerstedt · Bayer · Conci · De Bondt · Dillier · Gaze · Ghys · Gogl · Groves · Hermans · Janssens · Kragh Andersen · Krieger · Leysen · Mareczko · Meurisse · Oldani · Osborne · Philipsen · Planckaert · Plowright · Rickaert · Riesebeek · Sbaragli · Sinkeldam · Stannard · Taminiaux · Van Den Bossche · van der Poel  · Vermeersch
Amella · Baldaccini · Balmer (vanaf 14/5) · Bonifazio · Conti · Darbellay · Debons · González (vanaf 31/3) · Iacchi · Mareczko · Masotto · Monaco · Murgano · Olivero · Padoen · Ponomar · Samudio (vanaf 1/8) · Quartucci · Sbaragli · Stewart · Stöckli · Tsarenko · van Empel · Viviani · Zambelli · Bögli (stagiair) · Parravano (stagiair) · Tissières (stagiair)